# Несврта (Лесковац)
Несврта је насељено место града Лесковца у Јабланичком округу. Према попису из 2022. било је 20 становника. Куће овог малог села леже у изворишном делу једног потока, притоке Ораовичке реке. Околна насеља су Ораовица, Падеж и Слатина.

## Земље и шуме
Поједини крајеве атара овог села носе ове називе: Лозјиште, Лаз, Водице, Марков Дол, Купусиште, Габарје, Капавац, Просиште, Ограња, Бачевиште, Коричка Орница, Куси Рид и Селиште.

## Тип села
Несврта се састоји из два дела. У главнијем делу села налазе се Горња и Савинска Махала. Долином једног потока одвојена је Шопска Махала. Село је 1961. године имало 33 куће.

## Старине у селу
По народном веровању, на земљишту данашње Несврте некада је постојало друго село. То село је, због нечега, касније пропало. Иза тога настала је данашња Несврта.
Трагова од старог насеља има и два километра јужно од Несврте на потесу Селиште. Данашњи становници су тамо, у ливадама, налазили гробове „исте као наши“. По причању то село су „погорели“ Турци.

## Постанак села
Данашња Несврта вероватно је основана у првој половини XIX века. Оснивачи су били преци данашњих Станојевића и Савића. Средином XIX века село је имало свега 5 кућа.
Сеоска слава у Несврти је Св. Тројица – Духови.
Крст је у средини села.
Сеоско гробље је изнад села.

## Демографија
У насељу Несврта живи 105 пунолетних становника, а просечна старост становништва износи 43,0 година (40,4 код мушкараца и 46,4 код жена). У насељу има 34 домаћинства, а просечан број чланова по домаћинству је 3,76.
Ово насеље је у потпуности насељено Србима (према попису из 2002. године), а у последња три пописа, примећен је пад у броју становника.
|  |

| Демографија | Демографија | Демографија |
| Година      | Становника  | Становника  |
| ----------- | ----------- | ----------- |
| 1948.       | 204         |             |
| 1953.       | 236         |             |
| 1961.       | 251         |             |
| 1971.       | 241         |             |
| 1981.       | 218         |             |
| 1991.       | 177         | 177         |
| 2002.       | 128         | 128         |
| 2011.       | 48          |             |
| 2022.       | 20          |             |

| Етнички састав према попису из 2002.‍ | Етнички састав према попису из 2002.‍ | Етнички састав према попису из 2002.‍ | Етнички састав према попису из 2002.‍ | Етнички састав према попису из 2002.‍ |
| ------------------------------------ | ------------------------------------ | ------------------------------------ | ------------------------------------ | ------------------------------------ |
|                                      |                                      |                                      |                                      |                                      |
| Срби                                 | Срби                                 |                                      | 128                                  | 100,0%                               |
| непознато                            | непознато                            |                                      | 0                                    | 0,0%                                 |

| Година пописа     | 1948. | 1953. | 1961. | 1971. | 1981. | 1991. | 2002. |
| ----------------- | ----- | ----- | ----- | ----- | ----- | ----- | ----- |
| Број домаћинстава | 32    | 32    | 36    | 41    | 47    | 41    | 34    |

| Број чланова      | 1 | 2 | 3 | 4 | 5 | 6  | 7 | 8 | 9 | 10 и више | Просек |
| ----------------- | - | - | - | - | - | -- | - | - | - | --------- | ------ |
| Број домаћинстава | 3 | 8 | 7 | 2 | 4 | 10 | 0 | 0 | 0 | 0         | 3,76   |

| Пол    | Укупно | Неожењен/Неудата | Ожењен/Удата | Удовац/Удовица | Разведен/Разведена | Непознато |
| ------ | ------ | ---------------- | ------------ | -------------- | ------------------ | --------- |
| Мушки  | 62     | 17               | 41           | 2              | 2                  | 0         |
| Женски | 48     | 2                | 41           | 5              | 0                  | 0         |
| УКУПНО | 110    | 19               | 82           | 7              | 2                  | 0         |

| Пол    | Укупно                    | Пољопривреда, лов и шумарство | Рибарство                            | Вађење руде и камена | Прерађивачка индустрија       |
| ------ | ------------------------- | ----------------------------- | ------------------------------------ | -------------------- | ----------------------------- |
| Мушки  | 26                        | 11                            | 0                                    | 0                    | 13                            |
| Женски | 7                         | 7                             | 0                                    | 0                    | 0                             |
| УКУПНО | 33                        | 18                            | 0                                    | 0                    | 13                            |
| Пол    | Производња и снабдевање   | Грађевинарство                | Трговина                             | Хотели и ресторани   | Саобраћај, складиштење и везе |
| Мушки  | 0                         | 0                             | 0                                    | 0                    | 0                             |
| Женски | 0                         | 0                             | 0                                    | 0                    | 0                             |
| УКУПНО | 0                         | 0                             | 0                                    | 0                    | 0                             |
| Пол    | Финансијско посредовање   | Некретнине                    | Државна управа и одбрана             | Образовање           | Здравствени и социјални рад   |
| Мушки  | 0                         | 0                             | 0                                    | 1                    | 0                             |
| Женски | 0                         | 0                             | 0                                    | 0                    | 0                             |
| УКУПНО | 0                         | 0                             | 0                                    | 1                    | 0                             |
| Пол    | Остале услужне активности | Приватна домаћинства          | Екстериторијалне организације и тела | Непознато            | Непознато                     |
| Мушки  | 0                         | 0                             | 0                                    | 1                    | 1                             |
| Женски | 0                         | 0                             | 0                                    | 0                    | 0                             |
| УКУПНО | 0                         | 0                             | 0                                    | 1                    | 1                             |